# Fontenay, Indre

Fontenay este o comună în departamentul Indre, Franța. În 1 ianuarie 2022 avea o populație de 77 de locuitori.